# Torre Aljama, Alpuente
La Torre de la Aljama, también conocida como Porche de San Antonio, es una de las catorce torres de las murallas de Alpuente. Durante el periodo islámico y bajomedieval fue la principal puerta de acceso a la población. Tradicionalmente vinculada a la administración local -aljama significa ayuntamiento-, fue casa de la villa hasta 2012.
La torre, junto con el resto de las murallas y el castillo, forma parte del bien de interés cultural Castillo y Murallas, con número de registro 46.036-9999-000001 en el Índice General del Patrimonio Cultural Valenciano.

## Descripción
El conjunto urbano de Alpuente ocupa dos laderas situadas una frente a otra, con una zona intermedia en forma de meseta. Una ladera se forma en la cara oeste de la roca del castillo que queda al este de la población, sobre la meseta se encuentra el poblado. La Torre Aljama se eleva sobre un suelo abrupto e irregular cuya pendiente desciende hacia el norte. Ha quedado ubicada en el centro de la población, de forma que tiene al oeste la principal arteria de comunicación, la CV-345, y al este la plaza de la Corte.
El edificio se eleva en dos plantas y una entreplanta. La planta inferior incluye un espacio de dependencias parroquiales. Junto a esta se encuentra el salón donde se celebraron las Cortes del Reino en 1319 y 1383. Y a continuación se encuentra la puerta fortificada, que incluye un espacio usado como calabozo.
La entreplanta alberga, además de los accesos a las partes superiores de la torre y el calabozo, un salón de juntas. En el piso superior es donde se encuentra el que era salón consistorial, una estancia de 21 por 6,5 metros, así como archivos y una trampilla que es el único acceso al calabozo.
La torre de la puerta de acceso a la villa es un prisma con una planta de 13 por 10,5 metros dispuesta en perpendicular a la muralla, y una altura de 16 metros. Es una puerta de codo en 90º, con una puerta con rastrillo que conduce al espacio interior de la torre que a su vez permite una salida necesariamente en ángulo recto.
La intencionada dificultad del paso se refuerza con las dimensiones de los vanos de las puertas, que son de 2,66 metros de anchura y 2,86 metros de altura máximas.

## Historia
El origen de la torre y del resto del conjunto de murallas se remonta al siglo XI, periodo en el que se constituyó la taifa de Alpuente (al-Būnt). Entonces la estructura se limitaba a la torre con puerta en codo. Ampliando esta estructura y sobre sus restos, se edificó una torre de mampostería. Consta que el 30 de septiembre de 1259 Jaime I donó  2000 sueldos para la reparación de los muros de Alpuente, importe que había de extraerse de las peitas de Liria del año 1260.
En el siglo XV las murallas andalusíes fueron adaptadas a las necesidades bélicas del momento. En el XVI se añadió el Salón Consistorial y se eliminaron las almenas.
En la década de 1970 se llevaron a cabo obras de restauración, así como la reposición parcial del almenado. En 2012 el edificio dejó de utilizarse como ayuntamiento.